# Lista zborurilor spațiale cu echipaj uman 1961-1970
Vezi și Lista zborurilor spațiale cu echipaj uman.
Aceasta este o listă detaliată a zborurilor spațiale cu echipaj uman din 1961 până în 1970.
- Roșu indică accidente mortale.
- Galben indică zboruri suborbitale.
- Gri indică zboruri spre Lună.

| Echipaj                                                           | Lansare                                           | Program                                           | Program                                           | Aterizare                                         | Sumar misiune |
| ----------------------------------------------------------------- | ------------------------------------------------- | ------------------------------------------------- | ------------------------------------------------- | ------------------------------------------------- | --- |
| Lansări 1961                                                      |                                                   |                                                   |                                                   |                                                   | |
| Iuri Gagarin                                                      | 12 aprilie 1961 Vostok 1                          | 12 aprilie 1961 Vostok 1                          | 12 aprilie 1961 Vostok 1                          | 12 aprilie 1961 Vostok 1                          | Primul om care a zburat în spațiu; o orbită terestră completă.                                                   |
| Alan Shepard                                                      | 5 mai 1961 Mercury-Redstone 3 (Freedom 7)         | 5 mai 1961 Mercury-Redstone 3 (Freedom 7)         | 5 mai 1961 Mercury-Redstone 3 (Freedom 7)         | 5 mai 1961 Mercury-Redstone 3 (Freedom 7)         | Primul american care a zburat în spațiu; zbor suborbital (altitudine 116 mile).                                  |
| Virgil "Gus" Grissom                                              | 21 iulie 1961 Mercury-Redstone 4 (Liberty Bell 7) | 21 iulie 1961 Mercury-Redstone 4 (Liberty Bell 7) | 21 iulie 1961 Mercury-Redstone 4 (Liberty Bell 7) | 21 iulie 1961 Mercury-Redstone 4 (Liberty Bell 7) | Al doilea american care a făcut un zbor suborbital (altitudine 118 mile).                                        |
| Gherman Titov                                                     | 6 august 1961 Vostok 2                            | 6 august 1961 Vostok 2                            | 7 august 1961 Vostok 2                            | 7 august 1961 Vostok 2                            | Primul zbor care a durat o zi; 17 orbite terestre complete. Scurt control manual de către pilot.                 |
| Lansări 1962                                                      |                                                   |                                                   |                                                   |                                                   | |
| John Glenn                                                        | 20 februarie 1962 Mercury-Atlas 6 (Friendship 7)  | 20 februarie 1962 Mercury-Atlas 6 (Friendship 7)  | 20 februarie 1962 Mercury-Atlas 6 (Friendship 7)  | 20 februarie 1962 Mercury-Atlas 6 (Friendship 7)  | Primul american cu zbor orbital; 3 orbite terestre complete.                                                     |
| Scott Carpenter                                                   | 24 mai 1962 Mercury-Atlas 7 (Aurora 7)            | 24 mai 1962 Mercury-Atlas 7 (Aurora 7)            | 24 mai 1962 Mercury-Atlas 7 (Aurora 7)            | 24 mai 1962 Mercury-Atlas 7 (Aurora 7)            | |
| Andrian Nikolaev                                                  | 11 august 1962 Vostok 3                           | 11 august 1962 Vostok 3                           | 15 august 1962 Vostok 3                           | 15 august 1962 Vostok 3                           | Prima dată când două nave spațiale sunt pe orbită simultan.                                                      |
| Pavel Popov                                                       | 12 august 1962 Vostok 4                           | 12 august 1962 Vostok 4                           | 15 august 1962 Vostok 4                           | 15 august 1962 Vostok 4                           | Prima dată când două nave spațiale sunt pe orbită simultan.                                                      |
| Wally Schirra                                                     | 3 octombrie 1962 Mercury-Atlas 8 (Sigma 7)        | 3 octombrie 1962 Mercury-Atlas 8 (Sigma 7)        | 3 octombrie 1962 Mercury-Atlas 8 (Sigma 7)        | 3 octombrie 1962 Mercury-Atlas 8 (Sigma 7)        | |
| Lansări 1963                                                      |                                                   |                                                   |                                                   |                                                   | |
| Gordon Cooper                                                     | 15 mai 1963 Mercury-Atlas 9 (Faith 7)             | 15 mai 1963 Mercury-Atlas 9 (Faith 7)             | 15 mai 1963 Mercury-Atlas 9 (Faith 7)             | 15 mai 1963 Mercury-Atlas 9 (Faith 7)             | Prima transmisie în direct cu un astronaut american.                                                             |
| Valery Bykovsky                                                   | 14 iunie 1963 Vostok 5                            | 14 iunie 1963 Vostok 5                            | 19 iunie 1963 Vostok 5                            | 19 iunie 1963 Vostok 5                            | Cel mai lung zbor al unei singure persoane.                                                                      |
| Valentina Tereshkova                                              | 16 iunie 1963 Vostok 6                            | 16 iunie 1963 Vostok 6                            | 19 iunie 1963 Vostok 6                            | 19 iunie 1963 Vostok 6                            | Prima femeie în spațiu.                                                                                          |
| Joseph A. Walker                                                  | 19 iulie 1963 X-15 Flight 90                      | 19 iulie 1963 X-15 Flight 90                      | 19 iulie 1963 X-15 Flight 90                      | 19 iulie 1963 X-15 Flight 90                      | S-a atins altitudinea de 106 km.                                                                                 |
| Joseph A. Walker                                                  | 23 august 1963 X-15 Flight 91                     | 23 august 1963 X-15 Flight 91                     | 23 august 1963 X-15 Flight 91                     | 23 august 1963 X-15 Flight 91                     | S-a atins altitudinea de 108 km. Walker a devenit prima persoană care a zburat în spațiu de două ori.            |
| Lansări 1964                                                      |                                                   |                                                   |                                                   |                                                   | |
| Vladimir Komarov Konstantin Feoktistov Boris Yegorov              | 12 octombrie 1964 Voskhod 1                       | 12 octombrie 1964 Voskhod 1                       | 13 octombrie 1964 Voskhod 1                       | 13 octombrie 1964 Voskhod 1                       | Primul zbor spațial cu multiple persoane. Cercetare biomedicală.                                                 |
| Lansări 1965                                                      |                                                   |                                                   |                                                   |                                                   | |
| Aleksei Leonov Pavel Belyayev                                     | 18 martie 1965 Voskhod 2                          | 18 martie 1965 Voskhod 2                          | 19 martie 1965 Voskhod 2                          | 19 martie 1965 Voskhod 2                          | |
| Virgil "Gus" Grissom John W. Young                                | 23 martie 1965 Gemini 3                           | 23 martie 1965 Gemini 3                           | 23 martie 1965 Gemini 3                           | 23 martie 1965 Gemini 3                           | Prima dată când se fac manevre orbitale.                                                                         |
| James McDivitt Edward White                                       | 3 iunie 1965 Gemini 4                             | 3 iunie 1965 Gemini 4                             | 7 iunie 1965 Gemini 4                             | 7 iunie 1965 Gemini 4                             | |
| Gordon Cooper Charles Conrad                                      | 21 august 1965 Gemini 5                           | 21 august 1965 Gemini 5                           | 29 august 1965 Gemini 5                           | 29 august 1965 Gemini 5                           | Primul zbor spațial care durează o săptămână.                                                                    |
| Frank Borman James Lovell                                         | 4 decembrie 1965 Gemini 7                         | 4 decembrie 1965 Gemini 7                         | 18 decembrie 1965 Gemini 7                        | 18 decembrie 1965 Gemini 7                        | Primul zbor spațial care durează două săptămâni. Prima "întâlnire" în spațiu (cu Gemini 6A).                     |
| Walter Schirra Thomas Stafford                                    | 15 decembrie 1965 Gemini 6A                       | 15 decembrie 1965 Gemini 6A                       | 16 decembrie 1965 Gemini 6A                       | 16 decembrie 1965 Gemini 6A                       | Prima "întâlnire" în spațiu (cu Gemini 7).                                                                       |
| Lansări 1966                                                      |                                                   |                                                   |                                                   |                                                   | |
| Neil Armstrong David Scott                                        | 16 martie 1966 Gemini 8                           | 16 martie 1966 Gemini 8                           | 17 martie 1966 Gemini 8                           | 17 martie 1966 Gemini 8                           | |
| Thomas Stafford Eugene Cernan                                     | 3 iunie 1966 Gemini 9A                            | 3 iunie 1966 Gemini 9A                            | 6 iunie 1966 Gemini 9A                            | 6 iunie 1966 Gemini 9A                            | Prima dată când există un echipaj de rezervă pentru misiunile spațiale.                                          |
| John W. Young Michael Collins                                     | 18 iulie 1966 Gemini 10                           | 18 iulie 1966 Gemini 10                           | 21 iulie 1966 Gemini 10                           | 21 iulie 1966 Gemini 10                           | Prima "întâlnire" orbitală cu două obiecte diferite .                                                            |
| Pete Conrad Richard Gordon                                        | 12 septembrie 1966 Gemini 11                      | 12 septembrie 1966 Gemini 11                      | 15 septembrie 1966 Gemini 11                      | 15 septembrie 1966 Gemini 11                      | Record de altitudine (1374 km).                                                                                  |
| Jim Lovell Buzz Aldrin                                            | 11 noiembrie 1966 Gemini 12                       | 11 noiembrie 1966 Gemini 12                       | 15 noiembrie 1966 Gemini 12                       | 15 noiembrie 1966 Gemini 12                       | |
| Lansări 1967                                                      |                                                   |                                                   |                                                   |                                                   | |
| Vladimir Komarov                                                  | 23 aprilie 1967 Soyuz 1                           | 23 aprilie 1967 Soyuz 1                           | 24 aprilie 1967 Soyuz 1                           | 24 aprilie 1967 Soyuz 1                           | Prăbușire la aterizare; primul zbor spațial care se încheie cu victime umane.                                    |
| Lansări 1968                                                      |                                                   |                                                   |                                                   |                                                   | |
| Wally Schirra Donn Eisele Walter Cunningham                       | 11 octombrie 1968 Apollo 7                        | 11 octombrie 1968 Apollo 7                        | 22 octombrie 1968 Apollo 7                        | 22 octombrie 1968 Apollo 7                        | Primul echipaj american de trei persoane. Lansare la peste 20 de luni după accidentul Apollo 1.                  |
| Georgi Beregovoi                                                  | 26 octombrie 1968 Soyuz 3                         | 26 octombrie 1968 Soyuz 3                         | 30 octombrie 1968 Soyuz 3                         | 30 octombrie 1968 Soyuz 3                         | |
| Frank Borman Jim Lovell William A. Anders                         | 21 decembrie 1968 Apollo 8                        | 21 decembrie 1968 Apollo 8                        | 27 decembrie 1968 Apollo 8                        | 27 decembrie 1968 Apollo 8                        | Prima dată când s-a ajuns pe orbita Lunii.                                                                       |
| Lansări 1969                                                      |                                                   |                                                   |                                                   |                                                   | |
| Vladimir Shatalov                                                 | 14 ianuarie 1969 Soyuz 4                          | 14 ianuarie 1969 Soyuz 4                          | 17 ianuarie 1969 Soyuz 4                          | 17 ianuarie 1969 Soyuz 4                          | Primul transfer de echipaje între două vehicule spațiale.                                                        |
| Aleksei Yeliseyev Evgheni Khrunov                                 | 15 ianuarie 1969 Soyuz 5                          | 15 ianuarie 1969 Soyuz 5                          | 17 ianuarie 1969 Soyuz 4                          | 17 ianuarie 1969 Soyuz 4                          | Primul transfer de echipaje între două vehicule spațiale.                                                        |
| Boris Volynov                                                     | 15 ianuarie 1969 Soyuz 5                          | 15 ianuarie 1969 Soyuz 5                          | 18 ianuarie 1969 Soyuz 5                          | 18 ianuarie 1969 Soyuz 5                          | Primul transfer de echipaje între două vehicule spațiale.                                                        |
| James McDivitt David Scott Rusty Schweickart                      | 3 martie 1969 Apollo 9                            | 3 martie 1969 Apollo 9                            | 13 martie 1969 Apollo 9                           | 13 martie 1969 Apollo 9                           | Testarea Modulului Lunar pe orbita Pământului.                                                                   |
| Tom Stafford John W. Young Gene Cernan                            | 18 mai 1969 Apollo 10                             | 18 mai 1969 Apollo 10                             | 26 mai 1969 Apollo 10                             | 26 mai 1969 Apollo 10                             | Testarea Modulului Lunar pe orbita Lunii.                                                                        |
| Neil Armstrong Michael Collins Buzz Aldrin                        | 16 iulie 1969 Apollo 11                           | 16 iulie 1969 Apollo 11                           | 24 iulie 1969 Apollo 11                           | 24 iulie 1969 Apollo 11                           | Prima aselenizare.                                                                                               |
| Georgi Shonin Valeri Kubasov                                      | 11 octombrie 1969 Soyuz 6                         | 11 octombrie 1969 Soyuz 6                         | 16 octombrie 1969 Soyuz 6                         | 16 octombrie 1969 Soyuz 6                         | Primele trei zboruri spațiale simultane.                                                                         |
| Anatoli Filipchenko Vladislav Volkov Viktor Gorbatko              | 12 octombrie 1969 Soyuz 7                         | 12 octombrie 1969 Soyuz 7                         | 17 octombrie 1969 Soyuz 7                         | 17 octombrie 1969 Soyuz 7                         | Primele trei zboruri spațiale simultane.                                                                         |
| Vladimir Shatalov Aleksei Yeliseyev                               | 13 octombrie 1969 Soyuz 8                         | 13 octombrie 1969 Soyuz 8                         | 18 octombrie 1969 Soyuz 8                         | 18 octombrie 1969 Soyuz 8                         | Primele trei zboruri spațiale simultane.                                                                         |
| Pete Conrad Dick Gordon Alan Bean                                 | 14 noiembrie 1969 Apollo 12                       | 14 noiembrie 1969 Apollo 12                       | 24 noiembrie 1969 Apollo 12                       | 24 noiembrie 1969 Apollo 12                       | A doua aselenizare.                                                                                              |
| Lansări 1970                                                      |                                                   |                                                   |                                                   |                                                   | |
| Jim Lovell Jack Swigert Fred Haise                                | 11 aprilie 1970 Apollo 13                         | 11 aprilie 1970 Apollo 13                         | 17 aprilie 1970 Apollo 13                         | 17 aprilie 1970 Apollo 13                         | Aselenizare anulată din cauza unor explozii pe drum.                                                             |
| Andrian Nikolayev Vitali Sevastyanov                              | 1 iunie 1970 Soyuz 9                              | 1 iunie 1970 Soyuz 9                              | 19 iunie 1970 Soyuz 9                             | 19 iunie 1970 Soyuz 9                             | Investigatii asupra efectelor zborurilor spațiale lungi. Record de durată a zborului pentru o singură astronavă. |
| Continuare cu Lista zborurilor spațiale cu echipaj uman 1971-1980 |                                                   |                                                   |                                                   |                                                   | |